# Nycteola apicistrigata
Nycteola apicistrigata är en fjärilsart som beskrevs av Claude Dufay 1958. Nycteola apicistrigata ingår i släktet Nycteola och familjen trågspinnare. Inga underarter finns listade i Catalogue of Life.